# Carl Cain
Carl Cecil Cain (Freeport, 2 de agosto de 1934 – 2 de junho de 2024) foi um basquetebolista profissional estadunidense que integrou a Seleção Estadunidense que conquistou a Medalha de Ouro disputada nos XVI Jogos Olímpicos de Verão de 1956 realizados em Melbourne, Austrália.
Fez carreira no basquetebol universitário pela Universidade de Iowa e foi selecionado no Draft da NBA de 1956 pelo Rochester Royals (Atual Sacramento Kings) na 58º escolha. Embora selecionado no Draft, não ingressou na carreira profissional invés disso seguiu carreira de escritório.
Foi irmão adotivo de K. C. Jones também campeão olímpico em 1956.

## Morte
Carl morreu no dia 2 de junho de 2024, aos 89 anos.